# Mathewsia nivea
Mathewsia nivea là một loài thực vật có hoa trong họ Cải. Loài này được (Phil.) O.E. Schulz mô tả khoa học đầu tiên năm 1928.